# Temporada 1991-1992 de la UE Figueres
La sisena temporada de la UE Figueres a Segona Divisió A es va planificar amb ganes de consolidar la feina iniciada l'any anterior. El Figueres va fitxar el jove defensa de la Damm Ramon de Quintana, el davanter nord-americà Peter Vermes, el també davanter granadí Gilberto, els centrecampistes del Palamós Ángel i Chiri, i va obtenir una cessió que seria clau durant la temporada, la del porter blaugrana Toni Jiménez.
El club va signar un contracte de filiació amb l'Olot, que després portaria molta cua, en virtut del qual l'entrenador Jorge D'Alessandro va poder disposar de diversos jugadors garrotxins: Xavi Pagès, Jordi Melero, Jordi Grabulosa, Pep Pagès i Carles Curós.
La Segona A d'aquella temporada va ser molt dura, amb equips que lluitaven clarament per l'ascens, com ara el Celta de Vigo, el Rayo, el Betis, el Lleida i el Racing de Santander. Però curiosament, el millor equip de tots, durant moltes jornades, va ser la Unió Esportiva Figueres, que va acabar la primera volta del campionat liderant la categoria.
Tab Ramos s'havia destapat com un dels jugadors estrangers més rendibles de la lliga i el jove porter Toni, amb la titularitat a les mans, anava fent camí cap a una fita molt important: els Jocs Olímpics de Barcelona. Una ratxa d'imbatibilitat de set partits consecutius abans d'acabar la primera volta va servir per confirmar una realitat que molts començaven a albirar: l'equip podia aspirar a l'ascens a Primera.
Mentre la lliga seguia el seu curs, i l'entrenador demanava a crits reforços per assegurar el campionat, la seva persona anava guanyant adeptes i admiració. El seu caràcter dialogant, la seva qualitat humana i fins i tot espiritual, van convertir Jorge D'Alessandro novament en un ídol, anys després d'haver triomfat a la lliga espanyola i d'haver perdut un ronyó en plena competició. Al costat del seu segon Manel Pagès, del preparador físic Ismael Dos Santos, del massatgista Gaspar Sala, del metge Ferran Bautista i del secretari tècnic Paco Martínez, va formar un equip que podia aspirar a tot. El seu carisma era tan gran, que va ser protagonista fins i tot del Full Parroquial en la seva edició del 19 de gener de 1992. En una entrevista a la pàgina central, D'Alessandro deia sobre el Figueres que no s'havia d'oblidar «que som un equip modest, amb moltes dificultats, però formem un equip de gent treballadora que intentem sempre el millor.»
A la recta final del campionat regular, el Figueres va perdre pistonada, i d'un ascens més que segur va passar a haver de lluitar amb el Rayo i el Betis per les tres places de darrere el líder Celta. Les dues primeres posicions donaven pas a l'ascens directe a Primera. La tercera i la quarta optaven a la promoció. Al final, el Celta va quedar campió (53+15); el Rayo, segon (48+0); el Figueres, tercer (47+9) i el Betis, quart (46+8). La classificació per a la promoció va ser celebrada amb cava en els vestidors i alegria a la grada, encara que amb el regust d'haver perdut una ocasió irrepetible de pujar directament.
A la promoció va haver d'enfrontar-se al Cadis. El primer partit s'havia de jugar al Ramon de Carranza. L'afició es desplaçà amb l'equip amb un avió de la companyia Air Europa. Altres aficionats arribaren a terres andaluses pels seus propis mitjans. A les habitacions de l'hotel es vivia amb agitació el dia abans del partit, mentre la gent mirava per televisió l'arribada de la Flama Olímpica al port grec d'Empúries. El Figueres va perdre per 2-0, però encara mantenia algunes esperances. A la tornada, Vilatenim vivia un ambient de somni, les grades eren plenes i la ciutat vibrava amb l'equip. TV3 va televisar tots dos partits.
La capital de la comarca s'aturava per viure noranta minuts en espera d'un miracle. D'Alessandro donava ànims als seus homes i no parava de petonejar la creu que portava penjada al coll. El partit començà i el Cadis no afluixava. Al final el partit acabà en un empat insuficient (1-1) i el somni s'esvaí.
Amb la derrota en la promoció començà una desfeta d'incalculables proporcions. Una bona part dels jugadors marxaren de l'equip. D'Alessandro fitxà pel Betis i el club, anant cap a la reconversió en societat anònima esportiva, veié inflat el seu dèficit amb una temporada que va costar cents de milions.
L'eliminatòria per a l'ascens suposà quelcom més que una fita històrica, fou el tancament d'un cicle presidit per Emili Bach. La seva màxima il·lusió, l'ascens a Primera, no es materialitzà, i amb ell, Figueres i la comarca visqueren el despertar d'un somni que havien tingut a l'abast de la mà. Bach confessà que «ho he donat tot pel futbol i el futbol m'ha donat moltes coses bones, però també grans decepcions.» En la llista de les segones, apareixen les figures sense escrúpols d'alguns jugadors professionals que van passar pel club.

## Fets destacats
1991
- 28 de juliol: el Figueres disputa el primer partit amistós de la temporada, al camp del Maçanet de Cabrenys, on realitza l'stage de pretemporada.[5]
- 1 de setembre: primera jornada de lliga, a Vilatenim, contra el CP Mérida, amb victòria per 2 gols a 0.[6]
- 30 d'octubre: el Figueres cau eliminat de la Copa del Rei al camp del Real Murcia CF, a la tornada de la quarta ronda.[7]

1992
- 7 de maig: el Figueres cau eliminat de la Copa Generalitat contra el Palamós CF a Vilassar de Mar, a quarts de final.[8]
- 24 de maig: el Figueres aconsegueix classificar-se per a la fase d'ascens a Primera divisió, després d'acabar tercer en l'última jornada de la lliga regular de Segona divisió, només darrere del Celta i el Rayo Vallecano.[9]
- 14 de juny: anada de l'eliminatòria d'ascens al camp del Cadis CF. El Figueres cau derrotat per 2-0.[1]
- 21 de juny: tornada a l'estadi de Vilatenim, ple de gom a gom. El Figueres empata amb el Cádiz CF 1-1, resultat insuficient per pujar a Primera divisió.[3]

## Plantilla
| Núm. | Pos. |                        | Jugador                                         | Procedència    | Temporada |
| ---- | ---- | ---------------------- | ----------------------------------------------- | -------------- | --------- |
|      | POR  | Catalunya              | Joaquim Ferrer Sala (Ferrer)                    | Real Murcia CF | 1986-1987 |
|      | POR  | Extremadura            | Antonio Marín Estany (Toni Marín)               | juvenil        | 1988-1989 |
|      | POR  | Catalunya              | Antoni Jiménez Sistachs (Toni)                  | FC Barcelona B | 1990-1991 |
|      | DEF  | Catalunya              | Pere Gratacós Boix (Gratacós)                   | CA Osasuna     | 1984-1985 |
|      | DEF  | Catalunya              | Jordi Codina Güell (Russet)                     | UE Olot        | 1986-1987 |
|      | DEF  | Catalunya              | Albert Valentín Escolano (Valentín)             | FC Barcelona B | 1986-1987 |
|      | DEF  | Catalunya              | Arseni Comas Julià (Comas)                      | CD Logroñés    | 1988-1989 |
|      | DEF  | Extremadura            | Alejo Indias Álvarez (Alejo)                    | FC Barcelona B | 1988-1989 |
|      | DEF  | Catalunya              | Carles Curós Hurtado (Curós)                    | UE Olot        | 1991-1992 |
|      | DEF  | Catalunya              | Ramon de Quintana Dalmau (De Quintana)          | CF Damm        | 1991-1992 |
|      | MIG  | Catalunya              | Josep Duran Pagès (Duran)                       | Girona FC      | 1977-1978 |
|      | MIG  | Estats Units d'Amèrica | Tabaré Ramos Ricciardi (Tab Ramos)              | Miami Sharks   | 1990-1991 |
|      | MIG  | Catalunya              | Francesc Vilanova Bayó (Tito Vilanova)          | FC Barcelona B | 1990-1991 |
|      | MIG  | País Basc              | Imanol Urbieta Illarramendi (Urbieta)           | CE Sabadell FC | 1990-1991 |
|      | MIG  | Cantàbria              | José Manuel Gómez Romaña (Chiri)                | Palamós CF     | 1991-1992 |
|      | MIG  | Catalunya              | Jordi Grabulosa Darné (Grabulosa)               | UE Olot        | 1991-1992 |
|      | MIG  | Catalunya              | Jordi Melero Busquets (Melero)                  | UE Olot        | 1991-1992 |
|      | DAV  | Catalunya              | Bartolomé Márquez López (Tintín Márquez)        | RCD Espanyol   | 1988-1989 |
|      | DAV  | Catalunya              | Aureli Altimira Herce (Altimira)                | FC Barcelona B | 1990-1991 |
|      | DAV  | País Valencià          | Francisco José Carrasco Hidalgo (Lobo Carrasco) | FC Barcelona   | 1991-1992 |
|      | DAV  | Castella i Lleó        | Ángel González Castaños (Ángel)                 | Palamós CF B   | 1991-1992 |
|      | DAV  | Andalusia              | Gilberto Navarro Ortiz (Gilberto)               | Granada CF     | 1991-1992 |
|      | DAV  | Estats Units d'Amèrica | Peter Joseph Vermes (Vermes)                    | FC Volendam    | 1991-1992 |

Llegenda:  ·   Capità  ·   Juvenil  ·   Lesionat  ·   Altes  ·   Passaport europeu  ·   Extracomunitari  ·   Extracomunitari sense restricció
Altres jugadors utilitzats a la pretemporada: Martí Alonso Ferrer (juvenil), Josep Pep Pagès Berga (UE Olot), Xavier Pagès Darné (UE Olot), Emilio Rodríguez Hidalgo (Penya Bons Aires)
| Baixes                         | Destinació               |
| Joan Blanquera Albarracín      | Vilobí CF                |
| Joan Robert Cayuela Chias Napo | Girona FC                |
| Pablo Martín Sáez              | Córdoba CF               |
| Louis-Paul M'Fedé              | Canon Sportif de Yaoundé |
| Manolo Muñoz Navas             | FC Santboià              |
| José Antonio Ñíguez Boria      | Cartagena FC             |
| Patxi Bolaños Carcelén         |                          |
| Josep Moratalla Claramunt      |                          |
| Àngel Campos Lloret            |                          |
| Florian Simion                 |                          |

## Resultats
| Amistosos |

| 28 juliol 1991 | CE Maçanet de Cabrenys | 0 – 10          | UE Figueres | Maçanet de Cabrenys                                        |  |
|                |                        | Mundo Deportivo | 13' 25' Gilberto · 18' Martí Alonso · 46' Vermes · 51' 70' Altimira · 56' Xavi Pagès · 72' Tito Vilanova · 87' 88' Tab Ramos | Municipal de Maçanet de Cabrenys · Martín Fuentes Martín · |  |

| 3 agost 1991 | CE Fortià | 1 – 12          | UE Figueres                                                                         | Fortià                |  |
|              | Góngora   | Mundo Deportivo | Márquez · Gratacós · Vermes · Martí Alonso · Alejo · Grabulosa · Comas · Xavi Pagès | Municipal de Fortià · |  |

| 4 agost 1991 | UE Cabanes | 0 – 6           | UE Figueres                                                                          | Cabanes                          |  |
|              |            | Mundo Deportivo | 20' 74' 84' De Quintana · 28' Xavi Pagès · 79' Martí Alonso · 83' (p.) Tito Vilanova | Municipal de Cabanes · Montoro · |  |

| 8 agost 1991                              | Girona FC                                 | 2 – 2 (pp.)                         | UE Figueres                                      | Girona                                                    |                                                  |
| 21:30 XXII Torneig Costa Brava            | Napo 51' · Plácido 79'                    | Mundo Deportivo RSSSF El Punt Diari | 43' Xavi Pagès · 85' Martí Alonso                | Estadi Municipal de Montilivi · 600 espectadors · Elías · |                                                  |
|                                           |                                           | Tanda de penals                     |                                                  |                                                           |                                                  |
| Alonso · Juli · Darnés · Planagumà · Napo | Alonso · Juli · Darnés · Planagumà · Napo | 5 – 4                               | Altimira · Duran · Tab Ramos · ? · Tito Vilanova | Altimira · Duran · Tab Ramos · ? · Tito Vilanova          | Altimira · Duran · Tab Ramos · ? · Tito Vilanova |

| 10 agost 1991 | UE Figueres | 0 – 2           | CE Sabadell FC | Figueres                                            |  |
|               |             | Mundo Deportivo | 22' 33' Gilson | Municipal de Vilatenim · Salvador Burrueco Moreno · |  |

| 11 agost 1991 | CF Esplais | 0 – 3           | UE Figueres                       | Castelló d'Empúries                                    |  |
|               |            | Mundo Deportivo | 24' 63' Russet · 50' (p.) Urbieta | Camp de Futbol Municipal (Centre Històric) · Fuentes · |  |

| 14 agost 1991                         | CE Banyoles | 0 – 3           | UE Figueres                                 | Banyoles                    |  |
| XXIII Torneig de l'Estany - Semifinal |             | Diari de Girona | 32' (p.) Duran · 51' Márquez · 80' Altimira | Nou Municipal de Banyoles · |  |

| 17 agost 1991 | AE Roses | 0 – 2           | UE Figueres                  | Roses                             |  |
|               |          | Mundo Deportivo | 31' Martí Alonso · 75' Chiri | Estadi del Mas Oliva · Llauradó · |  |

| 18 agost 1991                     | Girona FC                                          | 4 – 3 (pr.)     | UE Figueres                                 | Banyoles                    |  |
| XXIII Torneig de l'Estany - Final | Alonso 26' 51' (p.) · Corominas 61' · Soriano 119' | Mundo Deportivo | 14' Altimira · 70' Márquez · 82' (p.) Duran | Nou Municipal de Banyoles · |  |

| 23 agost 1991 | UE Figueres       | 1 – 1           | Newell's Old Boys | Figueres                                                      |  |
|               | Tito Vilanova 50' | Mundo Deportivo | 72' (p.) Benizzo  | Municipal de Vilatenim · 1.000 espectadors · Casajuana Rifa · |  |

| Copa Generalitat |

| 7 abril 1992     | Girona FC | 1 – 1           | UE Figueres | Girona                                                  |  |
| 6a ronda - Anada | Juli 77'  | Mundo Deportivo | 49' Melero  | Estadi Municipal de Montilivi · Salvador Elías Fajula · |  |

| 14 abril 1992      | UE Figueres                    | 2 – 1           | Girona FC | Figueres                                           |  |
| 6a ronda - Tornada | Antúnez 33' · Martí Alonso 65' | Mundo Deportivo | 78' Napo  | Municipal de Vilatenim · Francesc Casajuana Rifà · |  |

| 7 maig 1992     | Palamós CF   | 2 – 0           | UE Figueres | Vilassar de Mar                                        |  |
| Quarts de final | Totó 42' 78' | Mundo Deportivo |             | Camp Municipal de Vilassar · Juan Manuel Vico Moreno · |  |

| Copa del Rei |

| 11 setembre 1991 | CD Vicálvaro | 0 – 1           | UE Figueres | Madrid                                                     |  |
| 3a ronda - Anada |              | Mundo Deportivo | 75' Vermes  | Estadi Municipal de Vicálvaro · Clemente Rivas Fernández · |  |

| 19 setembre 1991   | UE Figueres | 2 – 1           | CD Vicálvaro | Figueres                                                  |  |
| 3a ronda - Tornada | Vermes 1'   | Mundo Deportivo | 63' Alfredo  | Municipal de Vilatenim · José Manuel Andradas Asurmendi · |  |

| 16 octubre 1991  | Real Murcia CF | 1 – 0           | UE Figueres | Ciutat de Múrcia                                     |  |
| 4a ronda - Anada | Aquino 34'     | Mundo Deportivo |             | Estadi de La Condomina · Gonzalo Panadero Martínez · |  |

| 30 octubre 1991    | UE Figueres                            | 2 – 3           | Real Murcia CF               | Figueres                                                  |  |
| 4a ronda - Tornada | Tito Vilanova 38' · Sánchez 74' (p.p.) | Mundo Deportivo | 4' Javi Rey · 28' 53' Aquino | Municipal de Vilatenim · José Manuel Andradas Asurmendi · |  |

| Segona Divisió A |

| 1 setembre 1991 | UE Figueres             | 2 – 0           | CP Mérida | Figueres                                                                    |  |
| Jornada 1       | Vermes 3' · Márquez 59' | Mundo Deportivo |           | Municipal de Vilatenim · 4.000 espectadors · José Francisco Pérez Sánchez · |  |

| 8 setembre 1991 | CD Málaga | 0 – 5           | UE Figueres                                                  | Màlaga                                 |  |
| Jornada 2       |           | Mundo Deportivo | 7' Alejo · 20' (p.p.) Adolfo · 30' Altimira · 60' 75' Vermes | La Rosaleda · Fernando Sosa Saavedra · |  |

| 15 setembre 1991 | UE Figueres  | 1 – 3           | UE Lleida                   | Figueres                                                                   |  |
| Jornada 3        | Altimira 28' | Mundo Deportivo | 26' Aleñá · 29' 84' Bartolo | Municipal de Vilatenim · 7.000 espectadors · Víctor José Esquinas Torres · |  |

| 21 setembre 1991 | CE Castelló | 1 – 3           | UE Figueres                                      | Castelló de la Plana                   |  |
| Jornada 4        | Raúl 20'    | Mundo Deportivo | 13' Altimira · 34' Tab Ramos · 84' Tito Vilanova | Nou Castàlia · José Ángel Paz García · |  |

| 29 setembre 1991 | UE Figueres | 1 – 1           | UD Las Palmas | Figueres                                          |  |
| Jornada 5        | Chiri 1'    | Mundo Deportivo | 29' Verona    | Municipal de Vilatenim · Carlos Sánchez Regidor · |  |

| 7 octubre 1991 | FC Barcelona B | 0 – 0           | UE Figueres | Barcelona                               |  |
| Jornada 6      |                | Mundo Deportivo |             | Miniestadi · Miguel Ángel Marín López · |  |

| 12 octubre 1991 | UE Figueres            | 2 – 0           | Palamós CF | Figueres                                         |  |
| Jornada 7       | Alejo 34' · Vermes 50' | Mundo Deportivo |            | Municipal de Vilatenim · Bartolomé Riera Morro · |  |

| 20 octubre 1991 | CE Sabadell FC | 0 – 2           | UE Figueres                     | Sabadell                                 |  |
| Jornada 8       |                | Mundo Deportivo | 43' Tito Vilanova · 90' Márquez | Nova Creu Alta · Leonardo Esteban Díaz · |  |

| 27 octubre 1991 | UE Figueres                         | 3 – 2           | Bilbao Athletic            | Figueres                                                        |  |
| Jornada 9       | Márquez 31' 89' · Eleder 92' (p.p.) | Mundo Deportivo | 18' Garitano · 70' Cuéllar | Municipal de Vilatenim · 5.500 espectadors · José Miró Pastor · |  |

| 3 novembre 1991 | Reial Betis               | 3 – 0           | UE Figueres | Sevilla                                              |  |
| Jornada 10      | Bilek 31' 39' · Zafra 86' | Mundo Deportivo |             | Estadi Benito Villamarín · Juan Manuel Brito Arceo · |  |

| 10 novembre 1991 | UE Figueres | 1 – 0           | Real Avilés CF | Figueres                                                                |  |
| Jornada 11       | Urbieta 80' | Mundo Deportivo |                | Municipal de Vilatenim · 4.000 espectadors · Clemente Rivas Fernández · |  |

| 16 novembre 1991 | Reial Madrid B | 1 – 1           | UE Figueres   | Madrid                                                                        |  |
| Jornada 12       | Luengo 29'     | Mundo Deportivo | 15' Tab Ramos | Estadi Santiago Bernabéu · 7.000 espectadors · Teodosio Hernández Velázquez · |  |

| 24 novembre 1991 | UE Figueres | 1 – 2           | Rayo Vallecano       | Figueres                                                                 |  |
| Jornada 13       | Márquez 81' | Mundo Deportivo | 22' 88' Pedro Riesco | Municipal de Vilatenim · 6.000 espectadors · José Ignacio Bueno Grimal · |  |

| 1 desembre 1991 | SD Compostela | 0 – 0           | UE Figueres | Santiago de Compostel·la                            |  |
| Jornada 14      |               | Mundo Deportivo |             | Campo Municipal de Santa Isabel · José Díez Frías · |  |

| 7 desembre 1991 | UE Figueres                       | 2 – 0           | Celta de Vigo | Figueres                                                          |  |
| Jornada 15      | Altimira 67' · Ángel González 72' | Mundo Deportivo |               | Municipal de Vilatenim · Víctor Martínez de la Fuente Iturrarte · |  |

| 15 desembre 1991 | Real Murcia CF | 0 – 0           | UE Figueres | Ciutat de Múrcia                                            |  |
| Jornada 16       |                | Mundo Deportivo |             | Estadi de La Condomina · José María García-Aranda Encinar · |  |

| 22 desembre 1991 | Racing de Santander | 1 – 2           | UE Figueres                       | Santander                                          |  |
| Jornada 17       | Nené Ballina 54'    | Mundo Deportivo | 10' Altimira · 17' Ángel González | El Sardinero · Francisco José Santamaría Uzqueda · |  |

| 4 gener 1992 | UE Figueres | 0 – 0           | SD Eibar | Figueres                                                           |  |
| Jornada 18   |             | Mundo Deportivo |          | Municipal de Vilatenim · 3.500 espectadors · Juan Sánchez Moreno · |  |

| 11 gener 1992 | Sestao SC | 0 – 1           | UE Figueres  | Sestao                             |  |
| Jornada 19    |           | Mundo Deportivo | 35' Altimira | Las Llanas · José Núñez Manrique · |  |

| 19 gener 1992 | CP Mérida          | 1 – 2           | UE Figueres                     | Mèrida                                          |  |
| Jornada 20    | Milojević 78' (p.) | Mundo Deportivo | 76' Tito Vilanova · 73' Márquez | Estadio Romano de Fútbol · Jorge Gómez Barril · |  |

| 25 gener 1992 | UE Figueres | 0 – 1           | CD Málaga   | Figueres                                              |  |
| Jornada 21    |             | Mundo Deportivo | 47' Padilla | Municipal de Vilatenim · Luis María Antoñana Moraza · |  |

| 8 febrer 1992 | UE Figueres | 0 – 0           | CE Castelló | Figueres                                           |  |
| Jornada 22    |             | Mundo Deportivo |             | Municipal de Vilatenim · Antonio Navarrete Reyes · |  |

| 15 febrer 1992 | UD Las Palmas | 1 – 2           | UE Figueres                     | Las Palmas de Gran Canaria                      |  |
| Jornada 23     | Alexis 8'     | Mundo Deportivo | 46' (p.) Márquez · 76' Altimira | Estadio de Gran Canaria · Ángel Calvo Córdova · |  |

| 23 febrer 1992 | UE Figueres                                    | 3 – 0           | FC Barcelona B | Figueres                                                                 |  |
| Jornada 24     | Duran 12' · Tab Ramos 52' · Ángel González 83' | Mundo Deportivo |                | Municipal de Vilatenim · 7.000 espectadors · Gonzalo Panadero Martínez · |  |

| 1 març 1992 | Palamós CF | 0 – 0           | UE Figueres | Palamós                                                                 |  |
| Jornada 25  |            | Mundo Deportivo |             | Nou Estadi de Palamós · 4.000 espectadors · José Luis Carcelén García · |  |

| 8 març 1992 | UE Figueres             | 2 – 1           | CE Sabadell FC | Figueres                                                                  |  |
| Jornada 26  | Alejo 38' · Márquez 41' | Mundo Deportivo | 71' Barbarà    | Municipal de Vilatenim · 7.000 espectadors · José Antonio García Prieto · |  |

| 15 març 1992 | Bilbao Athletic                 | 2 – 0           | UE Figueres | Bilbao                                                         |  |
| Jornada 27   | Julen Guerrero 13' · Josema 86' | Mundo Deportivo |             | San Mamés · 5.000 espectadors · Teodosio Hernández Velázquez · |  |

| 22 març 1992 | UE Figueres | 0 – 0           | Reial Betis | Figueres                                                        |  |
| Jornada 28   |             | Mundo Deportivo |             | Municipal de Vilatenim · 10.000 espectadors · José Díez Frías · |  |

| 25 març 1992 | UE Lleida   | 1 – 1           | UE Figueres      | Lleida                                                               |  |
| Jornada 29   | Serrano 68' | Mundo Deportivo | 76' (p.) Márquez | Camp d'Esports · 7.000 espectadors · José Enrique Rubio Valdivieso · |  |

| 29 març 1992 | Real Avilés CF   | 1 – 1           | UE Figueres  | Avilés                                                                         |  |
| Jornada 30   | Joaquín 90' (p.) | Mundo Deportivo | 78' Gilberto | Estadi Román Suárez Puerta · 4.500 espectadors · Carlos Tomás Yuste González · |  |

| 5 abril 1991 | UE Figueres                       | 2 – 0           | Reial Madrid B | Figueres                                                                    |  |
| Jornada 31   | Tab Ramos 12' · Tito Vilanova 55' | Mundo Deportivo |                | Municipal de Vilatenim · 5.000 espectadors · Severo Javier González Lecue · |  |

| 11 abril 1992 | Rayo Vallecano | 1 – 1           | UE Figueres | Madrid                                                               |  |
| Jornada 32    | Medford 56'    | Mundo Deportivo | 22' Márquez | Estadi Teresa Rivero · 7.000 espectadors · Juan Manuel Brito Arceo · |  |

| 19 març 1992 | UE Figueres | 0 – 0           | SD Compostela | Figueres                                                                         |  |
| Jornada 33   |             | Mundo Deportivo |               | Municipal de Vilatenim · 8.000 espectadors · Francisco José Santamaría Uzqueda · |  |

| 25 març 1992 | Celta de Vigo              | 2 – 0           | UE Figueres | Vigo                                                              |  |
| Jornada 34   | Vicente 14' · Salillas 77' | Mundo Deportivo |             | Estadi de Balaídos · 19.000 espectadors · José Luis Pajares Paz · |  |

| 3 maig 1992 | UE Figueres | 0 – 0           | Real Murcia CF | Figueres                                                             |  |
| Jornada 35  |             | Mundo Deportivo |                | Municipal de Vilatenim · 5.000 espectadors · Celino Gracia Redondo · |  |

| 10 maig 1992 | UE Figueres | 0 – 0           | Racing de Santander | Figueres                                                        |  |
| Jornada 36   |             | Mundo Deportivo |                     | Municipal de Vilatenim · 7.000 espectadors · José Miró Pastor · |  |

| 17 maig 1992 | SD Eibar                  | 2 – 0           | UE Figueres | Eibar                                                  |  |
| Jornada 37   | Recalde 13' · Luluaga 47' | Mundo Deportivo |             | Ipurua · 3.000 espectadors · Antonio Navarrete Reyes · |  |

| 24 maig 1992 | UE Figueres    | 2 – 0           | Sestao SC | Figueres                                                                    |  |
| Jornada 38   | Márquez 6' 45' | Mundo Deportivo |           | Municipal de Vilatenim · 5.000 espectadors · Juan Antonio Fernández Marín · |  |

| Promoció d'ascens a Primera Divisió |

| 14 juny 1992 | Cadis CF              | 2 – 0           | UE Figueres | Cadis                                                              |  |
| Anada        | Tilico 42' · Fali 79' | Mundo Deportivo |             | Estadi Ramón de Carranza · 15.000 espectadors · Manuel Díaz Vega · |  |

| 21 juny 1992 | UE Figueres  | 1 – 1           | Cadis CF    | Figueres                                                            |  |
| Tornada      | Altimira 86' | Mundo Deportivo | 75' Quevedo | Municipal de Vilatenim · 10.000 espectadors · Raúl García de Loza · |  |

## Classificació
| Pos. | Equip               | J  | G  | E  | P  | GF | GC | DG  | pts. |
| --- | ------------------- | -- | -- | -- | -- | -- | -- | --- | ---- |
| 1r | Celta de Vigo       | 38 | 22 | 9  | 7  | 61 | 26 | +35 | 53   |
| 2n | Rayo Vallecano      | 38 | 20 | 8  | 10 | 52 | 27 | +25 | 48   |
| 3r | UE Figueres         | 38 | 16 | 15 | 7  | 43 | 27 | +16 | 47   |
| 4t | Reial Betis         | 38 | 18 | 10 | 10 | 54 | 43 | +11 | 46   |
| 5è | UE Lleida           | 38 | 17 | 9  | 12 | 52 | 36 | +16 | 43   |
| 6è | FC Barcelona B      | 38 | 17 | 7  | 14 | 59 | 53 | +6  | 41   |
| 7è | CP Mérida           | 38 | 16 | 9  | 13 | 58 | 48 | +10 | 41   |
| 8è | SD Compostela       | 38 | 15 | 11 | 12 | 36 | 32 | +4  | 41   |
| 9è | CE Sabadell FC      | 38 | 16 | 6  | 16 | 34 | 35 | -1  | 38   |
| 10è | Racing de Santander | 38 | 15 | 7  | 16 | 39 | 44 | -5  | 37   |
| 11è | Real Murcia CF      | 38 | 11 | 14 | 13 | 32 | 36 | -4  | 36   |
| 12è | SD Eibar            | 38 | 11 | 14 | 13 | 19 | 22 | -3  | 36   |
| 13è | Bilbao Athletic     | 38 | 12 | 11 | 15 | 36 | 40 | -4  | 35   |
| 14è | Palamós CF          | 38 | 13 | 9  | 16 | 39 | 46 | -7  | 35   |
| 15è | CE Castelló         | 38 | 13 | 9  | 16 | 42 | 48 | -6  | 35   |
| 16è | Reial Madrid B      | 38 | 11 | 12 | 15 | 44 | 55 | -11 | 34   |
| 17è | Sestao SC           | 38 | 11 | 10 | 17 | 26 | 44 | -18 | 32   |
| 18è | CD Málaga           | 38 | 10 | 10 | 18 | 25 | 45 | -20 | 30   |
| 19è | Real Avilés CF      | 38 | 9  | 9  | 20 | 31 | 56 | -25 | 27   |
| 20è | UD Las Palmas       | 38 | 8  | 9  | 21 | 39 | 58 | -19 | 25   |
| En verd, els equips que ascendiren a Primera Divisió, en groc, els que disputaren la fase de promoció a Primera, i en vermell, els que descendiren a Segona Divisió B. |                     |    |    |    |    |    |    |     |      |

## Estadístiques individuals (lliga i promoció d'ascens)
| Jugador                        | P. | T. | S. | M.   | G. | TG | TV |
| ------------------------------ | -- | -- | -- | ---- | -- | -- | -- |
| Toni Jiménez Sistach           | 40 | 40 | 0  | 3553 | 0  | 2  | 1  |
| Arensi Comas Julià             | 39 | 39 | 0  | 3466 | 0  | 6  | 0  |
| Pere Gratacós Boix             | 39 | 39 | 0  | 3460 | 0  | 7  | 0  |
| Alejo Indias Álvarez           | 36 | 36 | 0  | 3188 | 3  | 10 | 1  |
| Albert Valentín Escolano       | 33 | 32 | 1  | 2819 | 0  | 7  | 2  |
| Imanol Urbieta Illarramendi    | 39 | 38 | 1  | 3144 | 1  | 2  | 1  |
| Tab Ramos Ricciardi            | 34 | 34 | 0  | 2928 | 4  | 9  | 1  |
| Tito Vilanova Bayó             | 38 | 31 | 7  | 2905 | 4  | 4  | 0  |
| Pitu Duran Pagès               | 35 | 28 | 7  | 2612 | 1  | 8  | 1  |
| Aureli Altimira Herce          | 35 | 35 | 0  | 3096 | 8  | 4  | 0  |
| Tintín Márquez López           | 34 | 26 | 8  | 2410 | 12 | 7  | 1  |
| Joaquim Ferrer Sala            | 1  | 0  | 1  | 47   | 0  | 0  | 0  |
| Ramon de Quintana Dalmau       | 11 | 7  | 4  | 700  | 0  | 3  | 0  |
| Jordi Codina Güell Russet      | 10 | 5  | 5  | 413  | 0  | 1  | 0  |
| José Manuel Gómez Romaña Chiri | 7  | 5  | 2  | 528  | 1  | 1  | 0  |
| Jordi Melero Busquets          | 2  | 0  | 2  | 49   | 0  | 0  | 0  |
| Peter Joseph Vermes            | 29 | 19 | 10 | 1609 | 4  | 1  | 0  |
| Ángel González Castaños        | 26 | 15 | 11 | 1380 | 3  | 4  | 0  |
| Gilberto Navarro Ortiz         | 14 | 5  | 9  | 566  | 1  | 1  | 0  |
| Lobo Carrasco Hidalgo          | 7  | 6  | 1  | 526  | 0  | 0  | 0  |